# Hikaru Ozawa
Hikaru Ozawa (小澤 光 Ozawa Hikaru?), född 9 mars 1988 i Kanagawa prefektur, är en japansk fotbollsspelare.
Ozawa började sin karriär 2010 i YSCC Yokohama. Han spelade 224 ligamatcher för klubben.